# 伊馛
伊 馛（い はつ、生年不詳 - 459年）は、北魏の軍人。本貫は代郡。

## 経歴
若くして頑健で、走っては奔馬に匹敵し、弓射を得意とした。428年（神䴥元年）、侍郎に抜擢された。三郎に転じ、汾陽子の爵位を受け、振威将軍の位を加えられた。439年（太延5年）、太武帝が北涼に対する征戦を発議すると、群臣には反対論が強かったが、伊馛は崔浩とともに出征に賛同した。440年（太平真君元年）、中護将軍・秘書監に任じられた。功績により魏安侯の爵位を受け、冠軍将軍の位を加えられた。後に東雍州刺史として出向した。殿中尚書に転じ、宿衛をつかさどった。450年（太平真君11年）、太武帝の南征に従い、瓜歩に到達した。戦功により鎮軍将軍に進んだ。453年（興安2年）、征北大将軍・都曹尚書となり、侍中の位を加えられ、河南公の爵位を受けた。454年（興安3年）1月、司空に任じられた。456年（太安2年）、太子太保を兼ねた。457年（太安3年）、陸麗らとともに平尚書事となった。459年（太安5年）2月、死去した。
子の伊蘭が後を嗣ぎ、散騎常侍・庫部尚書となった。

## 伝記資料
- 『魏書』巻44 列伝第32
- 『北史』巻25 列伝第13